# Methanseen auf Titan

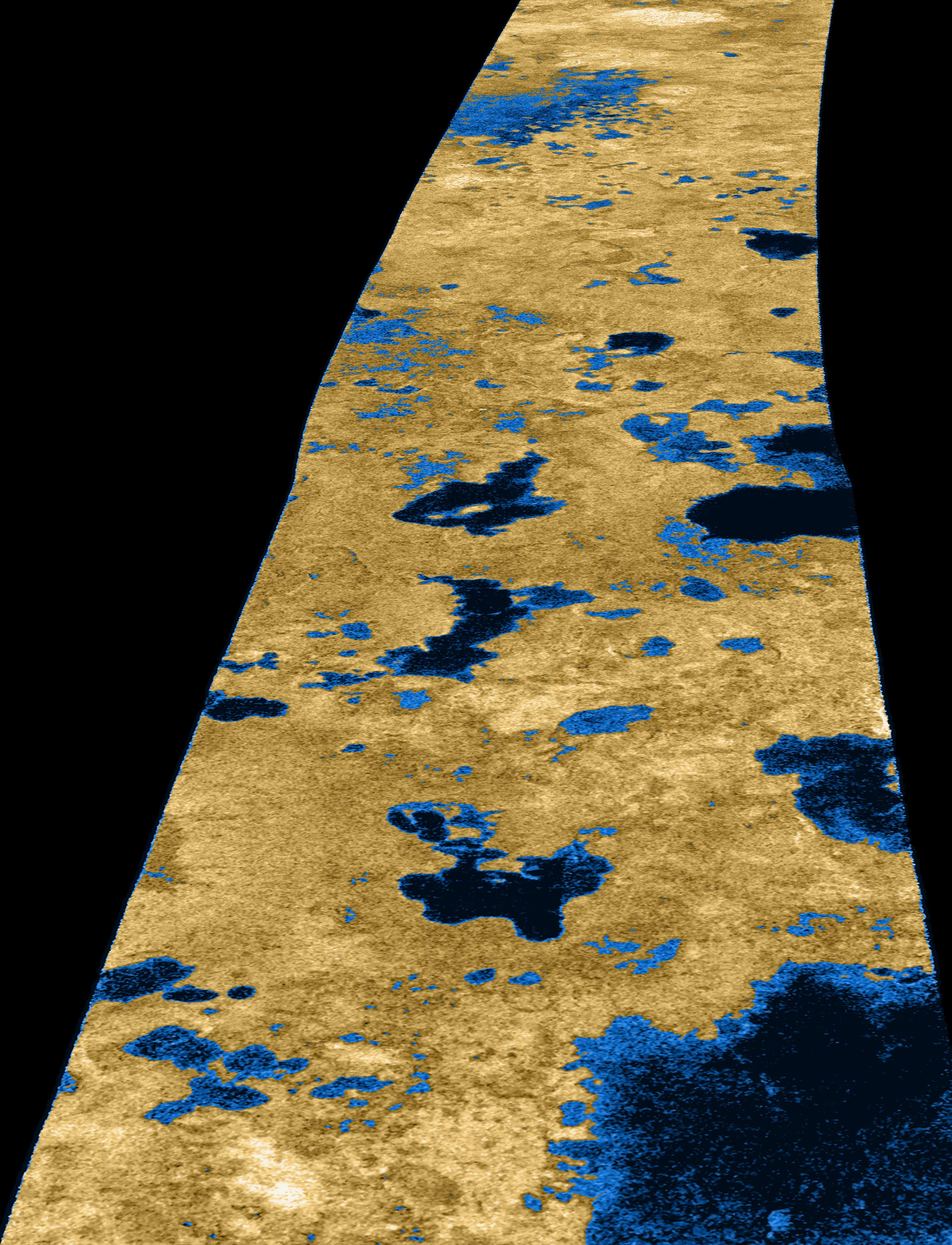
Methanseen auf Titan: Koloriertes Cassini-Radarbild, 2006. Bolsena Lacus ist unten rechts

Die komplexe Oberfläche des Saturnmondes Titan ist teilweise mit Seen aus flüssigem Methan und Ethan bedeckt. Auf der Oberfläche des Eismondes gibt es auch Wassereis, das jedoch bei den dort vorherrschenden niedrigen Temperaturen die Konsistenz von Silikatgestein hat.
Die großen Methanseen (Mare, plural maria) werden nach mythologischen Seemonstern benannt; die kleineren Methanseen (Lacus, plural lacūs) nach Seen auf der Erde. Endorheische Seen (Lacuna, plural lacunae), also Seen ohne Ablauf, werden nach endorheischen Seen auf der Erde benannt.

## Oberfläche
Der Saturnmond Titan weist von allen Körpern im Sonnensystem die erdähnlichsten Oberflächenformen auf, obwohl die Oberfläche aus völlig anderen Stoffen besteht. Die Raumsonde Cassini-Huygens, die von Juli 2004 bis September 2017 das Saturnsystem erkundete, fand auf dem von einer dichten Stickstoffatmosphäre umhüllten Mond Flüsse, Seen und kleine Meere aus Methan. Methan spielt auf Titan die gleiche Rolle wie das Wasser auf der Erde und sorgt für die Bildung sehr erdähnlicher Landschaften auf der aus hart gefrorenem Wassereis bestehenden Kruste. Es ist dort flüssig, weil die Oberflächentemperatur von Titan im Mittel rund minus 190 Grad Celsius beträgt. Solche Methanseen waren zuvor nur von den Polarregionen Titans bekannt, auf Bildern von Cassini wurden nun auch Methanseen in den „tropischen“ Breiten des Mondes entdeckt.
Dies war eine Überraschung, denn bislang waren die Planetenforscher davon ausgegangen, dass sich beständige Methanseen nur in den etwas kühleren Polarregionen des Mondes halten können. In den niedrigeren Breiten sollte es dagegen für solche „Gewässer“ zu warm sein. Ein Forscherteam an der University of Arizona fand in Infrarotaufnahmen von Cassini aber Methanseen mit mindestens einem Meter Tiefe in einem Bereich von 20 Grad nördlicher und südlicher Breite rund um den Titanäquator. Einer von ihnen zeigt sich schon auf den ersten Bildern von Cassini aus dem Jahr 2004 und erreicht mit 2.400 Quadratkilometer etwa die halbe Fläche des Großen Salzsees im US-Bundesstaat Utah.

## Flüssige Kohlenwasserstoffe

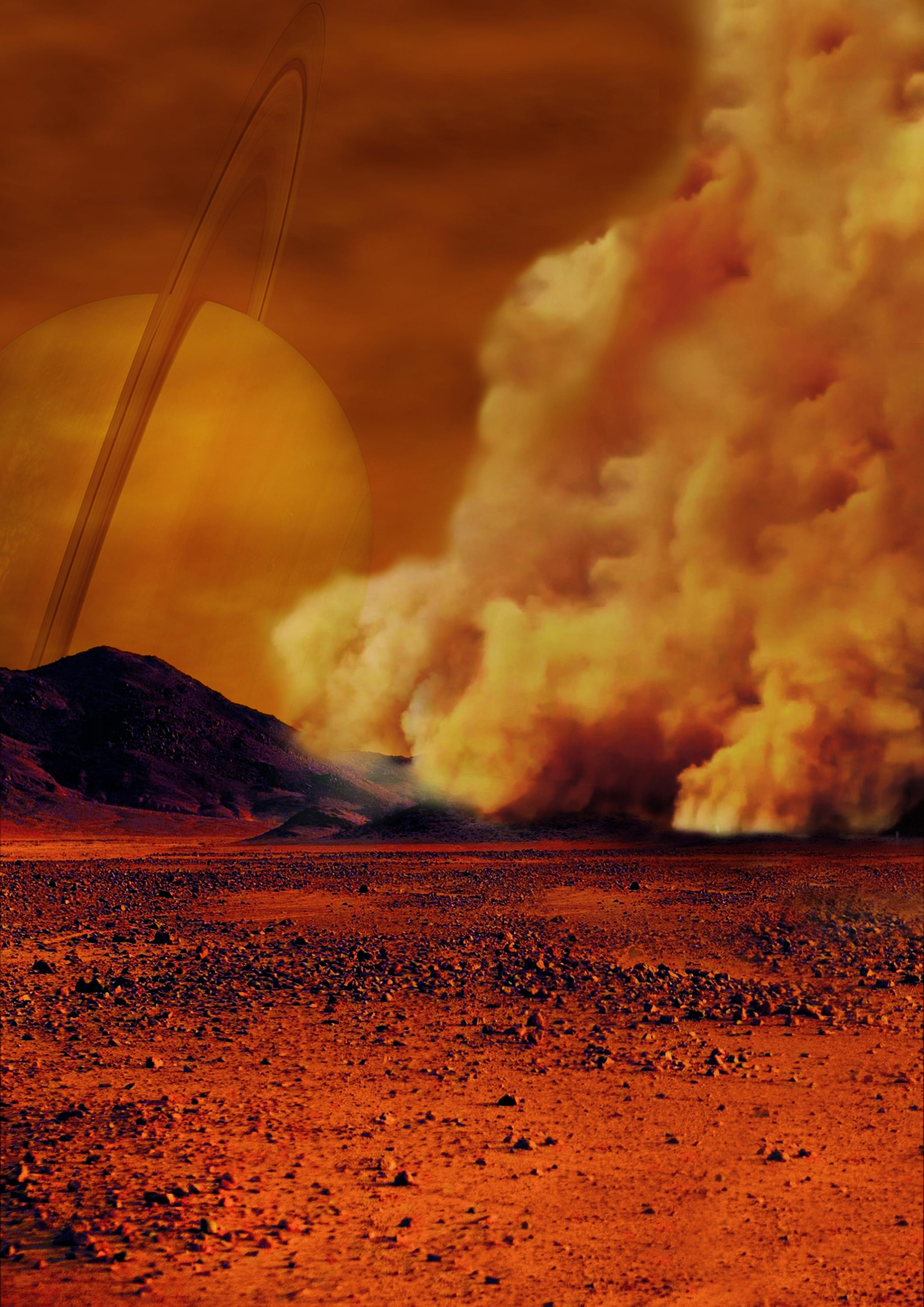
Künstlerisches Konzept eines Methansturms auf Titan. Solche Methanstürme, die zuvor in Bildern der internationalen Raumsonde Cassini beobachtet wurden, können sich in den äquatorialen Regionen bilden.

Die Flüssigkeiten in den seeähnlichen Gebilden sind relativ durchsichtig, so dass man in diese „Gewässer“ wie in einen klaren irdischen See hineinblicken könnte. Nach Berechnungen der NASA übertrifft der Vorrat an flüssigen Kohlenwasserstoffen auf Titan den der Erde um das Hundertfache. Der atmosphärische Kreislauf, das Herabregnen, Sammeln und Fließen von Kohlenwasserstoffen prägte die eisige Oberfläche in überraschend ähnlicher Weise, wie auf der Erde Wasser die Silikatgesteine formt. Schon auf den ersten Blick sind aus einigen Kilometern Höhe ganze Flusssysteme erkennbar, flüssiges Methan schneidet sich erosiv in die Eisoberfläche ein und bildet ein hügelig-bergiges Relief.
Die drei größten Seen Kraken Mare, Ligeia Mare und Punga Mare werden als „Mare“ bezeichnet und erreichen mit Flächen bis über 100.000 Quadratkilometer die Dimensionen großer irdischer Binnenseen und -meere (zum Vergleich: Oberer See 82.100 Quadratkilometer). Bereits zu Beginn der Mission wurde am Südpol der größte „See“ Ontario Lacus als bislang einziger Methansee auf der südlichen Hemisphäre entdeckt und nach dem mit rund 20.000 Quadratkilometern gleich großen Ontariosee benannt. Forscher des DLR gaben am 30. Juli 2008 bekannt, dass in ihm Ethan nachgewiesen wurde und er vermutlich noch andere Alkane enthält. Auswertungen von Radarmessungen zeigten 2009, dass der Ontario Lacus spiegelglatt zu sein scheint. Die Variationen in der Höhe betrugen zum Zeitpunkt der Messung weniger als 3 mm. Das erhärtet den Verdacht, dass der Ontario Lacus tatsächlich aus flüssigen Kohlenwasserstoffen und nicht aus getrocknetem Schlamm besteht. Es zeigte sich damit auch, dass es an der Oberfläche relativ windstill war. Die Tiefe des zum größten Teil mit Methan gefüllten „Ligeia Mare“ wurde mit Hilfe von Cassinis Radar zu 170 m bestimmt. Zu den kleineren Seen zählen der Feia Lacus, der Kivu Lacus, der Koitere Lacus und der Neagh Lacus.

## Seentypen
Es gibt eine deutliche Zweiteilung bei den Seentypen auf der Nordhalbkugel des Saturnmondes. In der Osthälfte liegen einige ausgedehnte Seeflächen, fast schon Meere, mit flachen Ufern und mehreren Inseln. Vom Nordpol aus westlich dagegen dominieren hunderte kleinere Seen die Oberfläche. Bereits 2018 enthüllten Radardaten, dass diese kleinen Seen auffallend steile Ufer besitzen und nicht etwa auf Meereshöhe, sondern auf hunderte Meter hohen Tafelbergen liegen und dabei selber oft mehrere hundert Meter tief in den Untergrund hinein reichen, ähnlich wie irdische Karstseen. Das bedeutet aber auch, dass diese Seen nicht von Zuflüssen gespeist werden können. Stattdessen müssen diese Gewässer ihr flüssiges Methan aus dem Regen erhalten – ähnlich wie viele isolierte Kraterseen auf der Erde. Vor allem Benzol und Acetylen sind in flüssigem Ethan bei minus 180 Grad ähnlich löslich wie calciumbasierte Mineralien in irdischem Wasser. Damit könnte der Regen auf dem Titan durchaus ausreichen, um im Laufe von zehn bis hundert Millionen Jahren solche mehr als hundert Meter tiefen Löcher in den Untergrund zu lösen.
Die meisten kleineren Titanseen sind entweder leere oder volle, scharfkantige Vertiefungen mit schmalen, steilen Außenrändern, einer Breite von etwa 1 km und relativ flachen Böden mit Tiefen von bis zu 600 m. Einige Seen sind jedoch von ringförmigen Hügeln umgeben, die sich über mehrere zehn Kilometer von den Rändern mancher Seen erstrecken. Im Gegensatz zu den erstgenannten Formen, umschließen diese Wälle ihren Wirtssee vollständig.
Die Wissenschaftler der ESA am europäischen Weltraumastronomiezentrum (ESAC) kombinierten erstmals Spektral- und Radardaten von Cassini, um fünf Regionen in der Nähe des Nordpols mit gefüllten Seen und erhöhten Wällen sowie drei leere Seen aus einer nahe gelegenen Region zu untersuchen. Die Seen hatten eine Größe von 30 bis 670 Quadratkilometern und waren vollständig von 200 m bis 300 m hohen Wällen umgeben, die sich bis zu 30 km weit aus dem See heraus erstreckten. Von den etwa 650 großen und kleinen Seen in den Polarregionen die von der Raumsonde Cassini entdeckt wurden, waren lediglich 300 zumindest teilweise mit einer flüssigen Mischung aus Methan und Ethan gefüllt.

## Jahreszeitliche Schwankungen

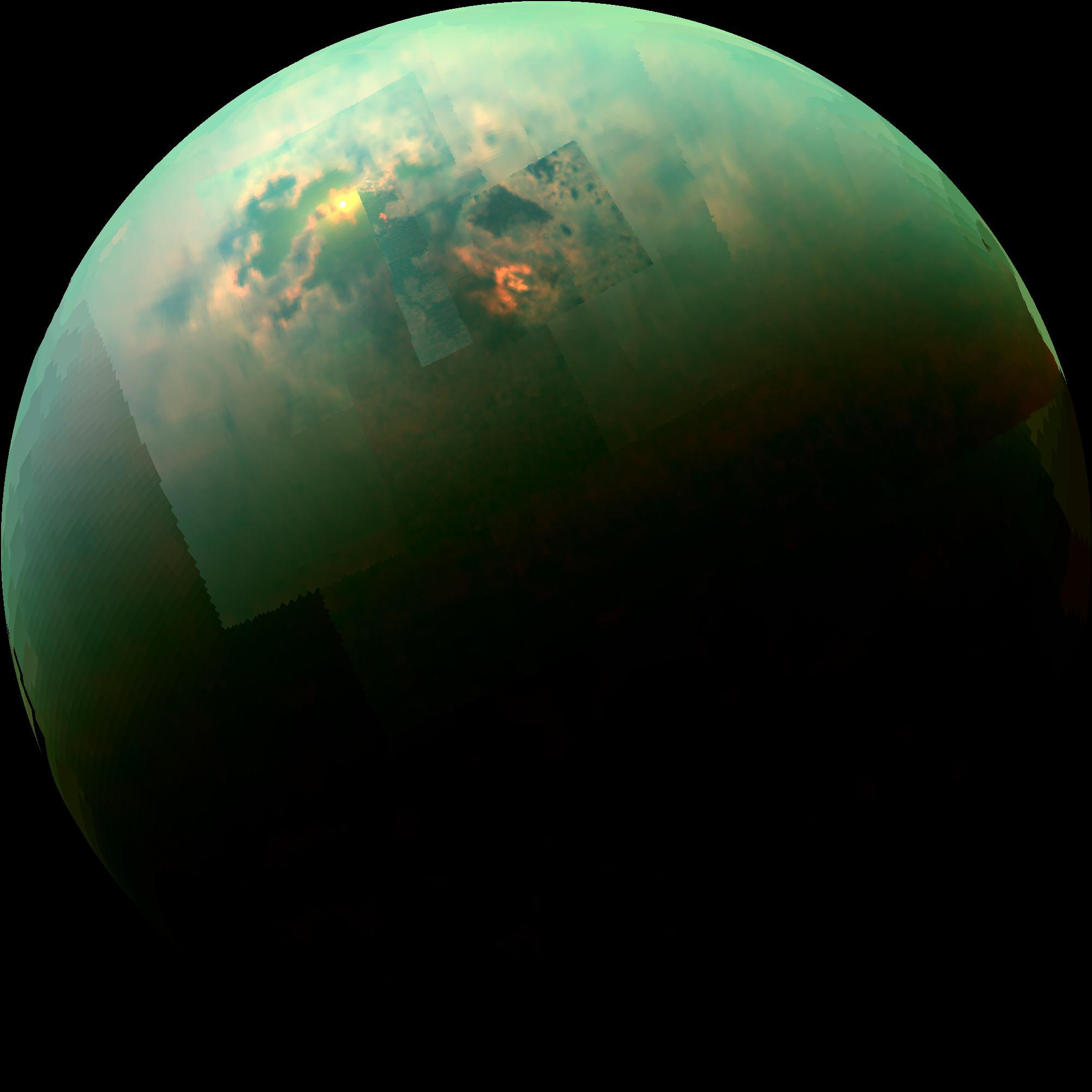
Dieses Nahinfrarot-Farbmosaik von Cassini zeigt, wie die Sonne über den Nordpolarseen von Titan funkelt. Die Sonnenlichtreflexion ist der helle Bereich in der Nähe der 11-Uhr-Position oben links.

Da es für Methanregen in diesen niedrigen Breiten des Saturnmonds eigentlich zu warm ist, vermuten die Forscher, dass das Methan in den tropischen Seen aus unterirdischen Zuflüssen aus der Eiskruste stammt. Im Bereich der Seen tritt es in Quellen zu Tage und füllt die Seen ständig auf, obwohl diese durch Verdampfung stetig Flüssigkeit an die Atmosphäre verlieren.
In den bisherigen Zirkulationsmodellen waren die Planetenforscher davon ausgegangen, dass die Niederschläge durch die ausgeprägten Jahreszeiten auf Titan gesteuert werden. Titan umläuft Saturn in dessen Äquatorebene, wobei der Ringplanet rund 27 Grad gegen seine Bahnebene geneigt ist. Im Laufe des rund 30 Erdjahre langen Saturnjahrs kommt es somit sowohl auf dem Ringplaneten als auch auf Titan zu Jahreszeiten, die je rund acht Erdjahre dauern. Bei der Ankunft von Cassini im Jahr 2004 herrschten auf den Nordhalbkugeln von Saturn und Titan Winter und die Nordpolarregionen lagen im Dunkel der Polarnacht. Mittels Radarbeobachtungen stieß die Cassini-Sonde am Nordpol von Titan auf große Methanseen, von denen der größte etwa die Fläche des Kaspischen Meeres erreicht.
Nach Frühlingsbeginn auf der Nordhalbkugel, wenn die Sonne wieder in die Polarregion zurückkehrt, verdampfen große Mengen an Methan und steigen in die Atmosphäre auf. Dort bilden sich Wolken aus kondensiertem Methan, die in südlichere Breiten ziehen und schließlich für heftige Niederschläge in der nun kälter gewordenen Südpolarregion sorgen. In den niedrigen Breiten gibt es keine größeren Niederschläge mehr. Bisher konnten auch nur einmal in den letzten acht Jahren Niederschläge in niedrigen Breiten auf Titan beobachtet werden, die aber nicht ausreichen, um die dort gesichteten Seen aufzufüllen.
Die neuentdeckten Seen befinden sich in der Region Shangri-La, nicht weit vom Landeplatz der europäischen Atmosphärensonde Huygens entfernt, die dort im Januar 2005 niederging. Dort setzte Huygens durch seine Betriebswärme Methan aus dem unterhalb der Sonde befindlichen Eisboden frei, ein Hinweis darauf, dass der Boden feucht war. Die Forscher wollen nun das Wettergeschehen auf Titan noch weiter im Detail untersuchen.

### Sprudelnde Seen

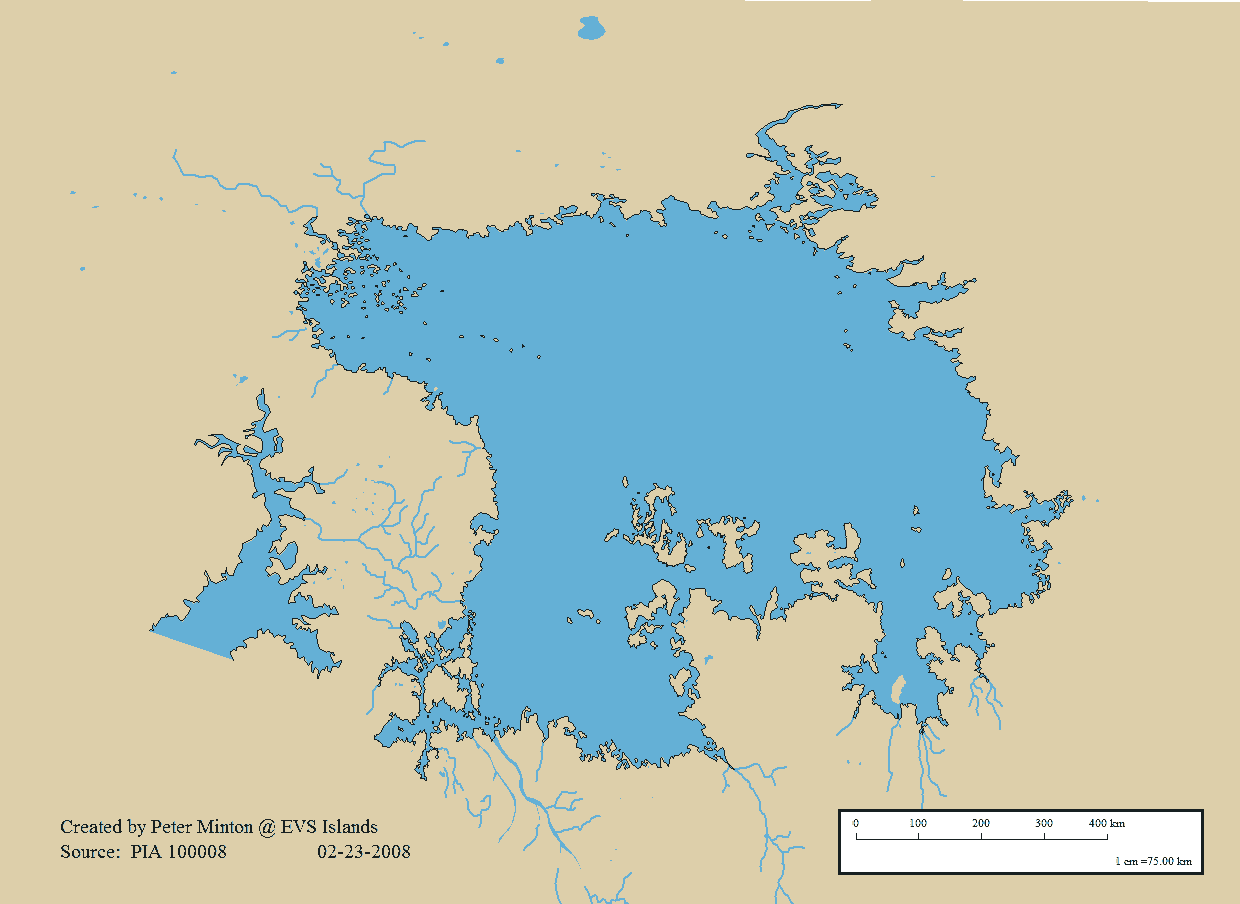
Karte des Ligeia Mare, eines Methansees auf dem Saturnmond Titan

Die Methanseen auf Titan können im Zusammenhang mit dem Wechsel der Jahreszeiten Blasen werfen. Theoretische Modellrechnungen zeigen zusammen mit experimentellen Daten, dass in dem flüssigen Methan gelöster Stickstoff unter bestimmten Bedingungen heraussprudeln kann. Die dadurch entstehenden Teppiche aus zentimetergroßen Blasen sehen auf Radarbildern wie kurzlebige helle Inseln aus.
Daniel Cordier und seine Kollegen konnten nun zeigen, dass dies die wahrscheinlichste Erklärung für die Erscheinungen von hellen Flächen, die insbesondere im nördlichen See namens Ligeia Mare kurzzeitig auftauchten und wieder verschwanden, aus Stickstoffblasen bestehen. So wie auf der Erde Kohlendioxid im Ozeanwasser gelöst ist, so nimmt das flüssige Methan auf Titan Stickstoff auf. Und dieses Gemisch kann unter bestimmten Bedingungen instabil werden, wie die theoretischen Modelle der Forscher belegen.
Den Berechnungen zufolge spielt Ethan eine wichtige Rolle für das Gleichgewicht in einem Methansee. Dieser organische Stoff bildet sich durch photochemische Prozesse in der Atmosphäre, regnet mit Methan ab und wird so zu einem weiteren Bestandteil der Seen. Daraufhin bildet sich eine Schichtung heraus mit einer ethanreichen Flüssigkeit am Grund des Sees und einer methanreichen Schicht nahe der Oberfläche. Niederschläge verursachen Strömungen, die diese Schichtung lokal durcheinanderwirbeln und damit auch das Gleichgewicht stören – es kommt zu einer Entmischung des Stickstoffs, der in zentimetergroßen Blasen an die Oberfläche sprudelt.

### Schwimmendes Kohlenwasserstoff-Eis
Der Tripelpunkt von Methan und Ethan liegt in der Nähe der Temperatur- und Druckwerte, die auf der Oberfläche des Titan (Maximum 90–94 Kelvin, Minimum 91–93 Kelvin) erreicht werden, weshalb Jason Hofgartner und Jonathan Lunine in einer wissenschaftlichen Arbeit die Vermutung darlegten, dass sich zeitweise auf der Oberfläche einiger Methanseen festes Eis aus Kohlenwasserstoffen bilden könnte. Die Voraussetzung dafür ist, dass die Dichte der festen Kohlenwasserstoffe kleiner ist als die Dichte der flüssigen Kohlenwasserstoffe. In Methan-reichen Seen aus Methan und Ethan wird Eis bei allen Temperaturen unterhalb des Schmelzpunktes von reinem Methan (−182 °C oder 90,7 Kelvin) auf der Oberfläche des Sees schwimmen. In Ethan-reichen Seen kann Eis hingegen nur dann auf der Oberfläche schwimmen, wenn im Eis mehr als 5 Volumenprozent Stickstoff eingeschlossen ist. Bei solchen Seen könnte es sogar zu dem Effekt kommen, dass bei einer Abkühlung der Umgebungstemperatur das Eis auf den Seeboden sinkt, wobei an bestimmten Tagen sowohl einiges Eis am Seeboden liegen als auch auf der Oberfläche des Sees schwimmen sollte. Die beiden Autoren sagen voraus, dass dieser Effekt in Radaraufnahmen zu sehen sein könnte.

## Liste der benannten Seen

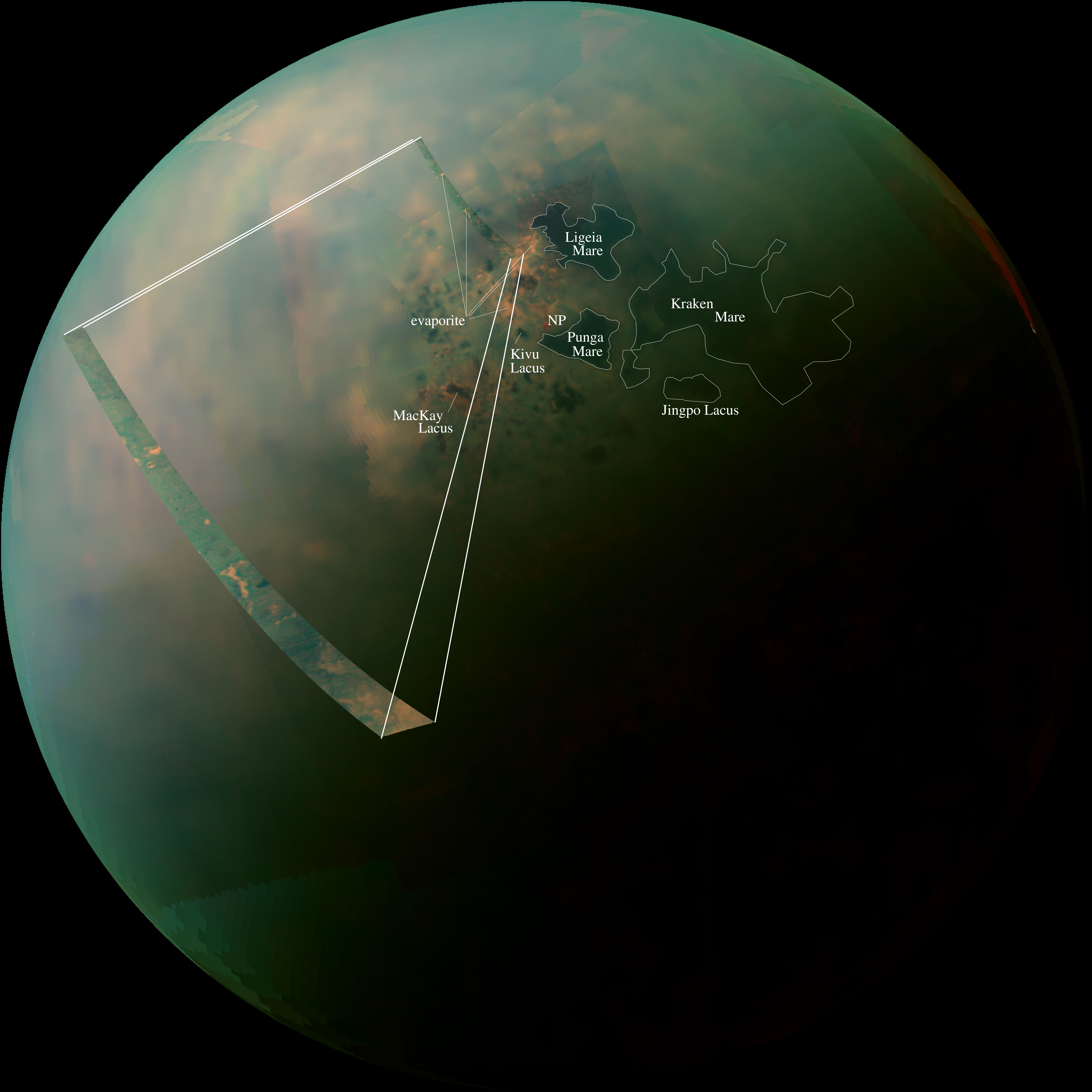
Dieses Falschfarbenmosaik, das aus Infrarotdaten von Cassini erstellt wurde, zeigt die Lage einiger Seen auf der Nordhalbkugel von Titan.

| Name              | Koordinaten      | Größe (km) | benannt nach                                                     |
| ----------------- | ---------------- | ---------- | ---------------------------------------------------------------- |
| Kraken Mare       | 68,00 N – 310,00 | 1170       | Kraken (Mythologie)                                              |
| Ligeia Mare       | 79,00 N – 248,00 | 500        | Ligeia, eine griechische Sagengestalt                            |
| Punga Mare        | 85,10 N – 339,70 | 380        | Punga                                                            |
| Abaya Lacus       | 73,17 N – 045,55 | 65         | Abajasee, Äthiopien                                              |
| Albano Lacus      | 65,9 N – 236,4   | 6,2        | Albaner See, Italien                                             |
| Atitlán Lacus     | 69,3 N – 238,8   | 13,7       | Lago de Atitlán, Guatemala                                       |
| Bolsena Lacus     | 75,75 N – 010,28 | 101        | Bolsenasee, Italien                                              |
| Cardiel Lacus     | 70,2 N – 206,5   | 22         | Lago Cardiel, Argentinien                                        |
| Cayuga Lacus      | 69,8 N – 230     | 22,7       | Cayuga Lake, USA                                                 |
| Chapala Lacus     | 72,47 N – 142,63 | 23         | Chapalasee, Mexiko                                               |
| Crveno Lacus      | 79,55 S – 184,91 | 41         | Roter See (Imotski), Kroatien                                    |
| Dem Lacus         | 75,17 N – 138,41 | 26         | Demsee, Burkina Faso                                             |
| Feia Lacus        | 73,70 N – 064,41 | 47         | Lagoa Feia, Brasilien                                            |
| Fena Lacus        | 74,57 N – 139,53 | 16         | Fena Lake, Guam                                                  |
| Freeman Lacus     | 73,6 N – 211,1   | 26         | Lake Freeman, USA                                                |
| Hammar Lacus      | 48,6 N – 308,29  | 200        | Hawr al-Ḥammār, Irak                                             |
| Jingpo Lacus      | 73,00 N – 336,00 | 240        | Jingpo Hu, Volksrepublik China                                   |
| Junín Lacus       | 66,9 N – 236,9   | 6,3        | Junín-See, Peru                                                  |
| Kayangan Lacus    | 86,3 S – 202,17  | 6,2        | Kayangan-See, Philippinen                                        |
| Kivu Lacus        | 87,00 N – 121,00 | 77,5       | Kiwusee, Grenze zwischen Ruanda und Demokratische Republik Kongo |
| Koitere Lacus     | 79,40 N – 036,14 | 68         | Koitere, Finnland                                                |
| Ladoga Lacus      | 74,8 N – 026,1   | 110        | Ladogasee, Russland                                              |
| Lanao Lacus       | 71 N – 217,7     | 34,5       | Lanao-See, Philippinen                                           |
| Mackay Lacus      | 78,32 N – 097,53 | 180        | Lake Mackay, Australien                                          |
| Müggel Lacus      | 84,44 N – 203,5  | 170        | Müggelsee, Deutschland                                           |
| Mývatn Lacus      | 78,19 N – 135,28 | 55         | Mývatn, Island                                                   |
| Neagh Lacus       | 81,11 N – 032,16 | 98         | Lough Neagh, Nordirland                                          |
| Ohrid Lacus       | 71,8 N – 221,9   | 17,3       | Ohridsee, Grenze zwischen Nordmazedonien und Albanien            |
| Oneida Lacus      | 76,14 N – 131,83 | 51         | Oneida Lake, USA                                                 |
| Ontario Lacus     | 72,00 S – 183,00 | 235        | Ontariosee, Grenze zwischen Kanada und USA                       |
| Robino Lacus      | 74,28 N – 140,46 | 11         | Lagon Robino, Haiti                                              |
| Sevan Lacus       | 69,7 N – 225,6   | 46,9       | Sewansee, Armenien                                               |
| Shoji Lacus       | 79,74 S – 166,37 | 5,8        | Shoji-See, Japan                                                 |
| Sionascaig Lacus  | 41,52 S – 278,12 | 143,2      | Loch Sionascaig, Schottland                                      |
| Sotonera Lacus    | 76,75 N – 126,00 | 63         | Embalse de la Sotonera, Spanien                                  |
| Sparrow Lacus     | 84,30 N – 064,70 | 81,4       | Sparrow Lake, Kanada                                             |
| Tibi Lacus        | 76,65 N – 135,75 | 47         | Lake Tibi, Southern Province, Sierra Leone                       |
| Towada Lacus      | 71,4 N – 244,2   | 24         | Towada-See, Japan                                                |
| Tsomgo Lacus      | 86,37 S – 162,41 | 59         | Tsomgo-See, Indien                                               |
| Urmia Lacus       | 39,27 S – 276,55 | 28,6       | Urmiasee, Iran                                                   |
| Uvs Lacus         | 69,6 S – 245,7   | 26,9       | Uws Nuur, Mongolei                                               |
| Vaca Lacus        | 77,00 N – 131,93 | 46         | Vaca Lake, Belize                                                |
| Vänern Lacus      | 70,4 N – 223,1   | 43,9       | Vänern, Schweden                                                 |
| Waikare Lacus     | 81,60 N – 126,00 | 52,5       | Lake Waikare , Neuseeland                                        |
| Atacama Lacuna    | 68,2 N – 227,6   | 35,9       | Salar de Atacama, Chile                                          |
| Eyre Lacuna       | 72,6 N – 225,1   | 25,4       | Lake Eyre, Australien                                            |
| Jerid Lacuna      | 66,7 N – 221     | 42,6       | Chott el Djerid, Tunesien                                        |
| Kutch Lacuna      | 88,4 N – 217     | 175        | Rann von Kachchh, Grenze zwischen Indien und Pakistan            |
| Melrhir Lacuna    | 64,9 N – 212,6   | 23         | Schott Melghir, Algerien                                         |
| Nakuru Lacuna     | 65,81 N – 94     | 188        | Nakurusee, Kenia                                                 |
| Ngami Lacuna      | 66,7 N – 213,9   | 37,2       | Ngamisee, Botswana                                               |
| Racetrack Lacuna  | 66,1 N – 224,9   | 9,9        | Racetrack Playa, USA                                             |
| Uyuni Lacuna      | 66,3 N – 228,4   | 27         | Salar de Uyuni, Bolivien                                         |
| Veliko Lacuna     | 76,8 S – 33,1    | 93         | Veliko jezero, Bosnien und Herzegowina                           |
| Woytchugga Lacuna | 68,88 N – 109    | 449        | Lake Woytchugga, Australien                                      |